# جيرمين روس
جيرمين روس (بالإنجليزية: Jermaine Ross)‏ هو لاعب كرة قدم أمريكية أمريكي، ولد في 27 أبريل 1971 في جيفرسونفيلي في الولايات المتحدة.